# فلیرینگن
فلیرینگن (به هلندی: Fleringen) یک منطقهٔ مسکونی در هلند است که در توبرخن واقع شده‌است. فلیرینگن ۹۱۵ نفر جمعیت دارد.سلام